# (73133) 2002 GD75
(73133) 2002 GD75 – planetoida z pasa głównego asteroid okrążająca Słońce w ciągu 3,48 lat w średniej odległości 2,29 j.a. Odkryta 9 kwietnia 2002 roku.